# Opsomeigenia
Opsomeigenia – rodzaj muchówek z rodziny rączycowatych (Tachinidae).

## Wybrane gatunki
- O. flavipalpis (Reinhard, 1934)[2]
- O. orientalis Yang, 1989[1]
- O. pusilla (Coquillett, 1895)[2]